# Meeresarm
Als Meeresarm bezeichnet man eine schmale Bucht, die wesentlich weiter ins Land hineinragt als sie breit ist. Man unterscheidet Ästuar und Ria, die auf verschiedene Weise aus einer Flussmündung entstanden sind, Förde und Fjord, die von Gletscherzungen verschiedener Art gegraben wurden, sowie Meeresarme anderer Entstehung wie beispielsweise die Schlei. In englischsprachigen Gebieten tragen solche Meeresarme häufig das Wort Inlet im Namen.
Daneben wird das Wort Meeresarm auch – analog zum Flussarm – für eine langgestreckte Meerenge verwendet, die eine Insel vom Festland oder einer anderen Insel trennt.